# Kárászok
A kárász (Carassius) a csontos halak (Osteichthyes) főosztályának sugarasúszójú halak (Actinopterygii)  osztályába, a pontyalakúak (Cypriniformes) rendjébe tartozó nem.

## Rendszerezés
A nembe az alábbi fajok tartoznak:
- széles kárász (Carassius carassius) (Linnaeus, 1758)
  - Carassius carassius jacuticus (Kirillov, 1956)
- Carassius auratus (Berg, 1949)
  - ezüstkárász (Carassius auratus gibelio) (Bloch, 1782)
  - Carassius auratus grandoculis (Temminck & Schlegel, 1846)
  - Carassius auratus langsdorfii (Temminck & Schlegel, 1846)
  - Carassius auratus wui (Tchang, 1930)
  - Carassius auratus cantonensis (Tchang, 1933)
  - aranyhal (Carassius auratus auratus) (Linnaeus, 1758)
  - Carassius auratus argenteaphthalmus (Nguyen, 2001)
- Carassius bucephalus (Heckel, 1837) (Szaloniki, Macedonia)
- Carassius burgeri (Temminck & Schlegel) (Japán)
- Carassius coeruleus (Basilewsky, 1855) (Nyugat-Kína).
- japán széles kárász (Carassius cuvieri) (Temminck & Schlegel) (Japán)
- Carassius discolor (Basilewsky, 1855) (Nyugat-Kína)
- Carassius ellipticus (Heckel, 1848)
- Carassius encobia (Bonaparte, 1845)
- Carassius grandoculis (Temminck & Schlegel) (Japán)
- Carassius humilis (Heckel, 1837) (Olaszország, Palermo)
- Carassius langsdorfii (Temminck & Schlegel) (Japán)
- Carassius linnaei (Bonaparte, 1845)(Svédország)
- Carassius linnei (Malm, 1877)  
  - Carassius linnei lacustrus (Malm, 1877) (Svédország)
  - Carassius linnei piscinarum (Malm, 1877)(Svédország)
- Carassius oblongus (Heckel & Kner) (Ukrajna)
- Carassius pekinensis (Basilewsky, 1855) (Peking, Kína)
- Carassius vulgaris (Nordmann, 1840) (Oroszország).   
  - Carassius vulgaris capensis (Peters, 1864) (Dél-Afrika)
  - Carassius vulgaris gibbosus (Walecki, 1863)
  - Carassius vulgaris kolenty (Dybowski, 1877) (Oroszország)
  - Carassius vulgaris subventrosus (Walecki, 1863) (Lengyelország)
  - Carassius vulgaris ventrosus (Walecki, 1863) (Lengyelország)
  - Carassius vulgarus crassior (Walecki, 1889)